# John Saxon

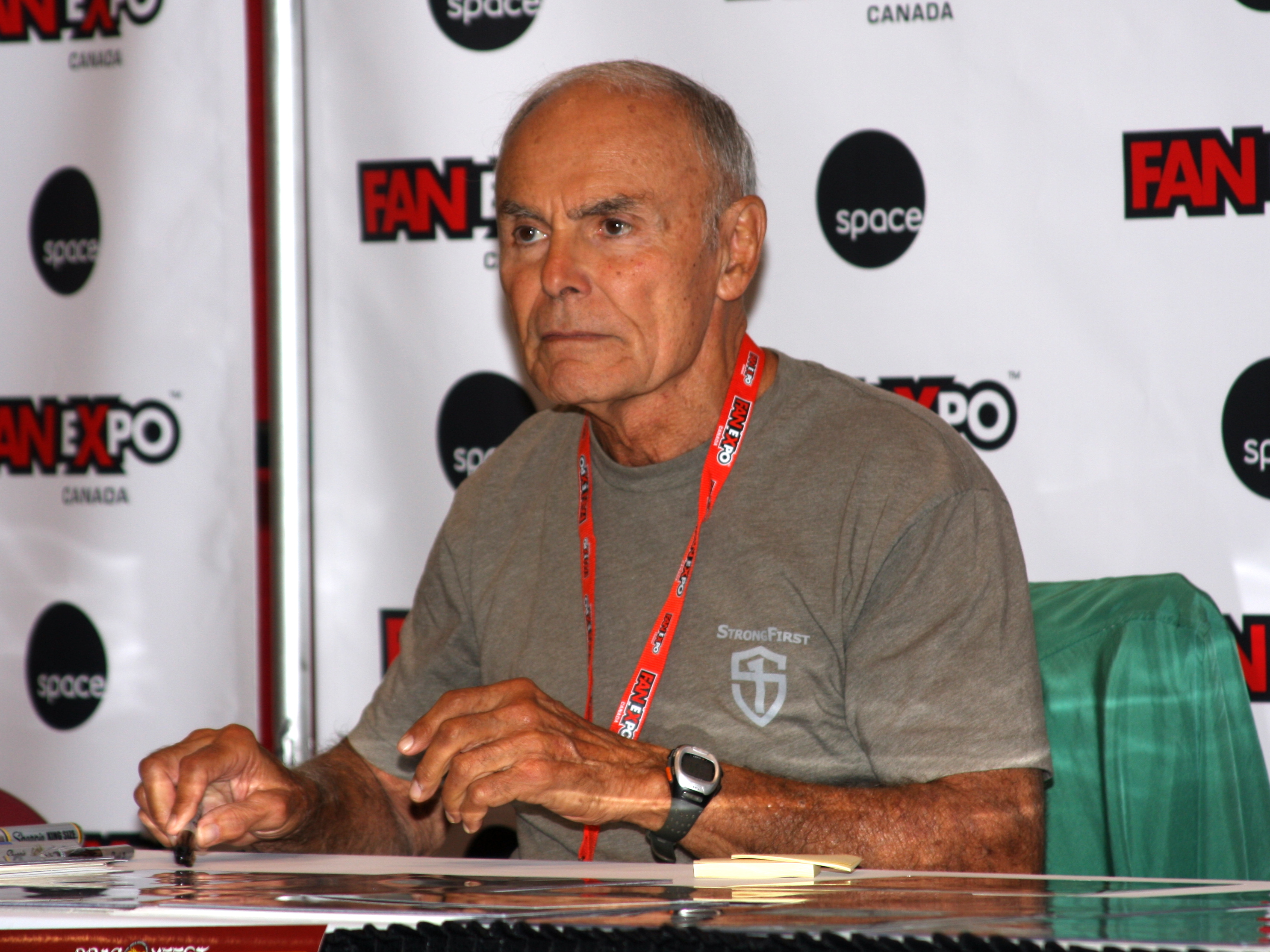
John Saxon, 2014

John Saxon (* 5. August 1936 als Carmine Orrico in New York City; † 25. Juli 2020 in Murfreesboro, Tennessee) war ein US-amerikanischer Film- und Fernsehschauspieler.

## Leben
Saxon wurde 1936 im New Yorker Stadtteil Brooklyn geboren. Im Alter von 16 Jahren wurde er von einem Agenten entdeckt, der ihn auf der Titelseite der Zeitschrift True Romances gesehen hatte. Er studierte Schauspiel bei Stella Adler. Mitte der 1950er-Jahre wurde Saxon von den Universal Studios unter Vertrag genommen und drehte seine ersten Filme, hier wurde sein italienisch klingender Geburtsname Carmine Orrico durch den Künstlernamen John Saxon ersetzt. Mit der Verkörperung von sportlichen und attraktiven Rollen wurde er schnell populär, so erhielt er 1958 für Männer über Vierzig einen Golden Globe als Bester Nachwuchsdarsteller. Sein zeitweiliges Image als „Frauenschwarm“ kontrastierte er in den 1960er-Jahren aber auch mit einigen Schurkenrollen.
Obwohl Saxon schon früh in seiner Karriere mit so bekannten Regisseuren wie Blake Edwards, John Huston und Otto Preminger arbeitete, gelang ihm nie der Aufstieg zum großen Filmstar. Er war meist nur in Nebenrollen zu sehen und 1967 für den Film The Appaloosa als bester Nebendarsteller für einen weiteren Golden Globe nominiert. Einer seiner bekanntesten Filme ist Der Mann mit der Todeskralle von 1973, in dem er an der Seite der Kampfkunst- und Filmlegende Bruce Lee als dessen Ko-Star agierte. Hierbei kam Saxon sein schwarzer Gürtel in Karate zugute. Saxon spielte insbesondere in vielen Western (Südwest nach Sonora und Sinola) sowie Kriminalfilmen (Per Saldo Mord und Camorra – Ein Bulle räumt auf). 1984 spielte er in dem Horrorklassiker Nightmare – Mörderische Träume Lt. Donald Thompson, den Vater der weiblichen Hauptfigur. Diese Rolle übernahm er dann auch im dritten Teil der Film-Reihe. In Teil 7 spielte er sich selbst. Zu seinen weiteren bekannten Horrorfilmen zählen Jessy – Die Treppe in den Tod (1974) und Dario Argentos Tenebrae (1982).
Saxon war zudem ein häufig gebuchter Gaststar in US-amerikanischen Fernsehserien, so unter anderem in Bonanza, Rauchende Colts, Die Straßen von San Francisco, Detektiv Rockford – Anruf genügt, Der Denver-Clan oder Mord ist ihr Hobby. Eine eigene Fernseh-Hauptrolle hatte er von 1969 bis 1972 in der Arztserie The Bold Ones: The New Doctors. Zwischen 1982 und 1988 spielte er in der Serie Falcon Crest die wiederkehrende Nebenrolle des Tony Cumson, getrennt lebender Ehemann von Julia Cumson (gespielt von Abby Dalton). 1987 machte Saxon sein Regiedebüt mit dem Low-Budget-Horrorfilm Death House; es blieb seine einzige Regiearbeit. Quentin Tarantino engagierte ihn unter anderem für einen Kurzauftritt als FBI-Agent Stanley Chase in From Dusk Till Dawn (1996) und in der CSI-Folge Grabesstille (Grave Danger: Part 1, bei der Tarantino Regie führte) als böswilligen Bombenbauer. Im 21. Jahrhundert agierte Saxon vor allem in kleineren Independent-Filmen und konnte zuletzt auf eine über 60 Jahre umspannende Filmkarriere zurückblicken.
John Saxon war dreimal verheiratet, zuletzt seit 2008 mit Gloria Martel, und hat einen Sohn. Der Schauspieler starb im Juli 2020, wenige Tage vor seinem 84. Geburtstag, an einer Lungenentzündung.

## Filmografie
- 1954: Die unglaubliche Geschichte der Gladys Glover (It Should Happen to You)
- 1954: Ein neuer Stern am Himmel (A Star is Born)
- 1955: Medic (Fernsehserie, Folge 2x2)
- 1955: Running Wild
- 1956: In den Fängen des Teufels (The Unguarded Moment)
- 1956: Rock'n'Roll (Rock, Pretty Baby)
- 1957: Summer Love
- 1958: Männer über vierzig (This Happy Feeling)
- 1958: Zu jung (The Restless Years)
- 1958: Was weiß Mama von Liebe? (The Reluctant Debutante)
- 1959: Der Fischer von Galiläa (The Big Fisherman)
- 1959: In den Klauen der Unterwelt (Cry Tough)
- 1960: Denen man nicht vergibt (The Unforgiven)
- 1960: Das Geheimnis der Dame in Schwarz (Portrait in Black)
- 1960: Die Plünderer (The Plunderers)
- 1961: Die gnadenlosen Vier (Posse from Hell)
- 1961: General Electric Theater (Fernsehserie, Folge 10x4)
- 1962: Heute Abend Dick Powell (The Dick Powell Show) (Fernsehserie, Folge 1x16)
- 1962: Hinter feindlichen Linien (War Hunt)
- 1962: Mr. Hobbs macht Ferien (Mr. Hobbs Takes a Vacation)
- 1962: Agostino
- 1963: La ragazza che sapeva troppo
- 1963: Der Kardinal (The Cardinal)
- 1963–1964: Amos Burke (Fernsehserie, 2 Folgen)
- 1964: 90 Nächte und ein Tag
- 1964–1966: Bob Hope Presents the Chrysler Theatre (Fernsehserie, 2 Folgen)
- 1965: Zum Überleben verdammt (The Ravagers)
- 1965: The Night Caller  (auch Blood Beast From Outer Space)
- 1965–1975: Rauchende Colts (Fernsehserie, 5 Folgen)
- 1966: Queen of Blood
- 1966: Stationsarzt Dr. Kildare (Dr. Kildare) (Fernsehserie, 2 Folgen)
- 1966: Südwest nach Sonora (The Appaloosa)
- 1966: Der Flug des Schreckens (The Doomsday Flight)
- 1967: Time Tunnel (Fernsehserie, Folge 1x26)
- 1967: Winchester 73 (Fernsehfilm)
- 1967: Der Marshall von Cimarron (Cimarron Strip) (Fernsehserie, Folge 1x1)
- 1967: Garrison's Gorillas (Fernsehserie, Folge 1x11)
- 1967–1969: Bonanza (Fernsehserie, 3 Folgen)
- 1967–1970: Der Chef (Ironside) (Fernsehserie, 3 Folgen)
- 1967–1971: Die Leute von der Shiloh Ranch (The Virginian) (Fernsehserie, 3 Folgen)
- 1968: Ihr Auftritt, Al Mundy (It Takes a Thief) (Fernsehserie, Folge 1x1)
- 1968: Drei ausgekochte Halunken (I tre che sconvolsero il West (Vado, vedo e sparo))
- 1968: Istanbul Expreß (Istanbul Express)
- 1968: The Name of the Game (Fernsehserie, Folge 1x4)
- 1968: For Singles Only
- 1969: Frank Patch – Deine Stunden sind gezählt (Death of a Gunfighter)
- 1969–1972: The Bold Ones: The New Doctors (Fernsehserie, 29 Folgen)
- 1970: The Intruders (Fernsehfilm)
- 1970: Company of Killers (Fernsehfilm)
- 1971: Mister Kingstreet's War
- 1972: Sinola (Joe Kidd)
- 1972: Kung Fu (Staffel 1x01 King of the Mountain, als Raven)
- 1972: The Sixth Sense (Fernsehserie, Folge 1x3)
- 1972: Wo alle Wege enden (Night Gallery) (Fernsehserie, 2 Folgen)
- 1972: House Made of Dawn
- 1972: Los Angeles 1937 (Banyon) (Fernsehserie, Folge 1x6)
- 1972: Norman Corwin Presents (Fernsehserie, Folge 1x23)
- 1973: Snatched (Fernsehfilm)
- 1973: Die Straßen von San Francisco (The Streets of San Francisco) (Fernsehserie, Folge 1x17)
- 1973: Der Mann mit der Todeskralle (Enter the Dragon)
- 1973: Der Todeskuß des Paten (Baciamo le mani)
- 1973: Linda (Fernsehfilm)
- 1973: Neu im Einsatz (Fernsehserie, Folge 2x1)
- 1973: Police Story – Immer im Einsatz (Fernsehserie, Folge 1x7)
- 1974: Banacek (Fernsehserie, Folge 2x4)
- 1974: Can Ellen Be Saved? (Fernsehfilm)
- 1974: Planet Earth (Fernsehfilm)
- 1974: Jessy – Die Treppe in den Tod (Black Christmas)
- 1974: Oh Mary (Fernsehserie, Folge 5x8)
- 1974–1976: Der Sechs-Millionen-Dollar-Mann (The Six Million Dollar Man) (Fernsehserie, 2 Folgen)
- 1975: Mitchell
- 1975: Metralleta 'Stein'
- 1975: Crossfire (Fernsehfilm)
- 1975: Strange New World (Fernsehfilm)
- 1975: Petrocelli (Fernsehserie, Folge 2x2)
- 1976: Detektiv Rockford – Anruf genügt (Fernsehserie, Folge 2x16)
- 1976: Tod im College (Una Magnum Special per Tony Saitta)
- 1976: Per Saldo Mord (The Swiss Conspiracy)
- 1976: The 44 Specialist (Mark colpisce ancora)
- 1976: Cop Hunter (Italia a mano armata)
- 1976: Camorra – Ein Bulle räumt auf (Napoli violenta)
- 1976: Feuerstoß (Una Magnum special per Tony Saitta)
- 1976: Killer der Apokalypse (La legge violenta della squadra anticrimine)
- 1976: Die Sieben-Millionen-Dollar Frau (The Bionic Woman) (Fernsehserie, Folge 2x1)
- 1976: Starsky & Hutch (Fernsehserie, Folge 2x7)
- 1976: Wonder Woman (Fernsehserie, 2 Folgen)
- 1976: Once an Eagle (Miniserie, 2 Folgen)
- 1977: Bloody Whiskey (Moonshine County Express)
- 1977: Die Gewalt bin ich (Il cinico, l’infame, il violento)
- 1977: …die keine Gnade kennen (Raid on Entebbe)
- 1977: Most Wanted (Fernsehserie, Folge 1x16)
- 1977: The Fantastic Journey (Fernsehserie, Folge 1x5)
- 1977: Westside Medical (Fernsehserie, Folge 1x5)
- 1977: Quincy (Fernsehserie, Folge 2x11)
- 1977: Harold Robbins' 79 Park Avenue (Miniserie, 2 Folgen)
- 1977: Tre soldi e la donna di classe
- 1978: The Bees – Operation Todesstachel (The Bees)
- 1978: The Immigrants (Fernsehfilm)
- 1978: Greatest Heroes of the Bible (Fernsehserie, Folge 1x7)
- 1978: Shalimar – Juwel des Todes (Raiders of Shalimar)
- 1978–1984: Fantasy Island (Fernsehserie, 6 Folgen)
- 1979: Hawaii Fünf-Null (Hawaii Five-0) (Fernsehserie, Folge 11x16)
- 1979: 10.000 PS – Vollgasrausch im Grenzbereich (Fast Company)
- 1979: Die Faust (The Glove)
- 1979: Der elektrische Reiter (The Electric Horseman)
- 1980: Jenseits des Bösen (Beyond Evil)
- 1980: Asphaltkannibalen (Apocalypse domani)
- 1980: Blood Beach – Horror am Strand
- 1980: Sador – Herrscher im Weltraum (Battle Beyond the Stars)
- 1980: Vegas (Fernsehserie, 2 Folgen)
- 1980: Auf Teufel komm raus – Im Fadenkreuz des CAI (Running Scared)
- 1981: Golden Gate (Fernsehfilm)
- 1982: Flammen am Horizont (Wrong Is Right)
- 1982: Una di troppo
- 1982: Rooster (Fernsehfilm)
- 1982: Assassinio al cimitero etrusco
- 1982: Tenebrae (Tenebre)
- 1982: Desire
- 1982–1984: Der Denver-Clan (Dynasty, Fernsehserie, 6 Folgen)
- 1982–1988: Falcon Crest (Fernsehserie, 32 Folgen)
- 1983–1985: Das A-Team (The A-Team, Fernsehserie, 2 Folgen)
- 1983: Savage in the Orient (Fernsehfilm)
- 1983: Gefangene des Universums (Prisoners of the Lost Universe)
- 1983: Hardcastle & McCormick (Fernsehserie, 2 Folgen)
- 1983: Chicago Cop (The Big Score)
- 1983: Agentin mit Herz (Scarecrow and Mrs. King) (Fernsehserie, 2 Folgen)
- 1984: Magnum (Fernsehserie, Folge Aus Spiel wird Ernst)
- 1984: Operation: Maskerade (Masquerade) (Fernsehserie, Folge 1x8)
- 1984: Finder of Lost Loves (Fernsehserie, Folge 1x4)
- 1984: Nightmare – Mörderische Träume (A Nightmare on Elm Street)
- 1984: American Playhouse (Fernsehserie, Folge 4x3)
- 1984–1994: Mord ist ihr Hobby (Murder She Wrote, Fernsehserie, 3 Folgen)
- 1985: Half Nelson (Fernsehserie, Folge 1x3)
- 1985: Ausgetrickst (Brothers-in-Law) (Fernsehfilm)
- 1985: Jackpot (Fever Pitch)
- 1985: Another World (Fernsehserie, 5 Folgen)
- 1985: Glitter (Fernsehserie, Folge 1x10)
- 1986: Paco – Kampfmaschine des Todes (Mani di pietra)
- 1987: Nightmare III – Freddy Krueger lebt (A Nightmare on Elm Street 3)
- 1987: Alfred Hitchcock zeigt (Fernsehserie, Folge 2x9)
- 1987: Hotel (Fernsehserie, Folge 5x9)
- 1988: State Prison (Death House)
- 1989: Criminal Act
- 1989: Meine Mutter ist ein Werwolf (My Mom’s a Werewolf)
- 1989: Nightmare Beach
- 1989: Bradburys Gruselkabinett (The Ray Bradbury Theater) (Fernsehserie, Folge 3x7)
- 1990: Der letzte Samurai (The Last Samurai)
- 1990: Aftershock
- 1990: Tigerman (Final Alliance)
- 1990: Mad Jake (Blood Salvage)
- 1990: Motocrossfieber (Crossing the Line)
- 1991: Monsters (Fernsehserie, Folge 3x16)
- 1991: Matlock (Fernsehserie, Folge 5x14)
- 1991: Alienator 2 (The Arrival)
- 1991: Payoff
- 1991: Tödliche Affären (Blackmail) (Fernsehfilm)
- 1991: In der Hitze der Nacht ( In the Heat of the Night) (Fernsehserie, Folge 5x4)
- 1992: Lucky Luke (Fernsehserie, Folge 1x7)
- 1992: Tödliches Spiel (Frame Up II: The Cover Up)
- 1991: Maximum Force (Maximum Force)
- 1992: Animal Crimes (Animal Instincts)
- 1992: Hellmaster
- 1993: The Baby Doll Murders
- 1993: No Exit (No Escape, No Run)
- 1994: Beverly Hills Cop III (Beverly Hills Cop III)
- 1994: Die Rache des weißen Indianers (Jonathan degli orsi)
- 1994: Freddy’s New Nightmare
- 1994: Killing Annie (A Killing Obsession)
- 1994–1995: Melrose Place (Fernsehserie, 4 Folgen)
- 1995: Liz Taylor Story (Liz – The Elizabeth Taylor Story) (Fernsehfilm)
- 1995: Mauer des Schweigens (The Killers Within)
- 1995: Nonstop Pyramid Action (Kurzfilm)
- 1996: From Dusk Till Dawn (From Dusk till Dawn)
- 1996: Kung Fu - Im Zeichen des Drachen (Kung Fu: The Legend Continues) (Fernsehserie, Folge 4x12)
- 1997: Lancelot: Guardian of Time
- 1997: California (Fernsehserie, Folge 1x1)
- 1998: The Party Crashers
- 1998: Criminal Minds
- 1999: Josephs Gift
- 2001: Final Payback
- 2001: Schmutziges Erbe (Living in Fear) (Fernsehfilm)
- 2001: Night Class
- 2002: Stirb wenn du kannst (Outta Time)
- 2003: The Road Home
- 2004: Edgar G. Ulmer – Der Mann im Off (Dokumentarfilm)
- 2005: CSI: Vegas (Fernsehserie, Folge 5x24)
- 2006: Stanley's Girlfriend (Kurzfilm)
- 2006: The Craving Heart
- 2006: Trapped Ashes
- 2006: Masters of Horror (Fernsehserie, Folge 2x6)
- 2008: God’s Ears
- 2009: War Wolves
- 2009: Old Dogs
- 2009: The Mercy Man
- 2010: Genghis Khan: The Story of a Lifetime
- 2010: Bring Me the Head of Lance Henriksen
- 2014: Roger (Kurzfilm)
- 2015: The Dentros (Kurzfilm)
- 2017: The Extra

### Regie
- 1988: State Prison